# Miss UK
Miss UK byla soutěž krásy, na jejímž pořádání se podíleli někteří studenti a absolventi. Univerzity Karlovy Organizátoři spolupracovali s komerčními sponzory a partnery. Soutěž odkazovala na spolupráci s oblasti charity, se sdružením Kapka Naděje na projektu v Motole. Akce podle vyjádření pořadatelů podporovala prohlubování studentských vazeb a spolupráci napříč jednotlivými fakultami a obory. Soutěž si podle vyjádření pořadatelů kladla za cíl nepodporovat klasické genderové stereotypy, tedy brát v potaz kromě ženské krásy i její intelekt. V roce 2014 pořadatelé soutěž neuskutečnili.
Kritici soutěže založili iniciativu Za Karlovku bez sexismu. Akademický senát Fakulty humanitních studií UK soutěž považoval za komerční poškozování a zneužívání dobrého jména univerzity.

## Průběh akce
Každoročním vyvrcholením soutěže byl finálový galavečer, spojený se soutěží o titul Miss UK, Múza UK, Miss Sympatie a Miss Internet, konaný tradičně v klubu ROXY.
Studentky během večera plnily řadu úkolů, jedním z nich bylo podle vyjádření pořadatelů i prokazování vlastní kreativity a jedinečnosti (např. formou literární tvorby). 

## Organizátoři akce
Právní subjektivita pořadatelů byla sporná. Na webu akce nebyla informace o právní formě, resp. pořádající společnosti, uvedena.

## Kritika soutěže, reakce a distance vedení UK
Soutěž Miss UK byla v ročníku 2013 kritizována, podle pořadatelů zejména z feministických pozic, což její kritici odmítali. Kritici vytvořili iniciativu Za Karlovku bez sexismu, ke které se přidalo zhruba tisíc lidí. Následně byl zveřejněn otevřený dopis rektorovi UK, který vedle vyslovení kritiky posilování genderových stereotypů, hodnotících ženu primárně podle vzhledu a schopnosti být sexuálním objektem, požadoval distanci vedení UK od soutěže. Vedl se spor především o název soutěže, kdy kritici pořadatelům vyčítali zneužívání jména Univerzity Karlovy v Praze. Pořadatelé oponovali, že mají právo na užívání názvu „Miss UK“, protože je jejich registrovanou značkou.
Dne 14. 11. 2013 přijal Akademický senát Fakulty humanitních studií UK stanovisko k soutěži Miss UK, ve kterém odmítl tuto akci a považoval ji za komerční poškozování a zneužívání dobrého jména UK a podnik, neslučitelný se základními hodnotovými rámci univerzity.
Dne 18. 11. 2013 vydal tiskový mluvčí UK prohlášení, ve kterém se uvádí:
„Soutěže MISS UK a MISS KARLOVKA, ačkoliv ve svém názvu odkazují k Univerzitě Karlově, nemají s UK nic společného a UK je neorganizuje. Vedení Univerzity Karlovy soutěžím nikdy nevyjádřilo podporu ani záštitu a soutěže nebyly s vedením UK projednány.
Soutěže organizují privátní agentury, které neoprávněně využívají jméno Univerzity Karlovy. Univerzita Karlova podniká veškeré právní kroky, které povedou k odstranění jména univerzity z názvu soutěží a k nápravě“.
Proti požadavku, aby akce neužívala název univerzity, se na požádání pořadatelů akce vyslovili i někteří absolventi univerzity a osobnosti českého kulturního života formou rozhovorů. Stejně tak se ale i pod kritický dopis rektorovi podepsaly osobnosti akademického a vědeckého života a řada studentů, doktorandů a vyučujících UK a jiných veřejnoprávních univerzit, ale také pracovníků Akademie věd ČR, např. socioložka Jiřina Šiklová nebo historička Milena Lenderová.
V souvislosti se soutěží se neoficiálně prezentovali někteří představitelé akademické obce. Nově zvolený rektor UK, profesor Tomáš Zima, byl členem poroty v roce 2012.
Organizátoři se opakovaně snažili kritiku bagatelizovat prostřednictvím poukazování na údajný emoční náboj kritiky a absenci racionálních argumentů, i když se sami dopouštěli osobních útoků na jednu z hlavních iniciátorek Za Karlovku bez sexismu, mj. tím, že poukazovali na fakt, že se před třemi lety zúčastnila jiné soutěže miss.

## Přehled vítězek
| Ročník | rok  | vítězka         | Múza UK           | Miss Sympatie      | Miss Internet    |
| ------ | ---- | --------------- | ----------------- | ------------------ | ---------------- |
| 1.     | 2011 | Lenka Volfová   | -                 | Markéta Kořínková  | Lenka Volfová    |
| 2.     | 2012 | Barbara Škodová | Veronika Tomanová | Kristýna Maulenová | Tereza Jinochová |
| 3.     | 2013 | Klára Biskupová | Michaela Buchtová | Dominika Fousová   | Klára Biskupová  |